# Desmognathus welteri
Espèce
Synonymes
- Desmognathus fuscus welteri Barbour, 1950

Statut de conservation UICN

 LC  : Préoccupation mineure
La salamandre de montagne noire (Desmognathus welteri) est une espèce d'urodèles de la famille des Plethodontidae.

## Description
La salamandre de montagne noire fait partie des espèces d'aspect similaire de salamandres sombres qui habitent les lieux de montagne dans laquelle elle se trouve. Elle a un corps robuste d'environ 12 cm de long avec de courtes membres solides. La couleur est variable, mais les parties supérieures sont généralement plus pâles ou brun moyen avec un motif indistinct de marques plus pâles. Le dessous est blanchâtre avec des taches sombres.

## Distribution et habitats
Cette espèce est endémique des États-Unis. Elle se rencontre dans l'ouest de la Virginie, dans l'est du Tennessee et dans l'Est du Kentucky, où elle se trouve à des hauteurs variant de 300 à 1 220 mètres au-dessus du niveau de la mer. Son habitat naturel est un paysage montagneux boisé où elle se cache sous les rochers et bûches dans les courants rapides des ruisseaux, des piscines, et les fossés humides. Elle partage la même gamme que la Salamandre sombre du Nord et la Desmognathus monticola qui sont toutes les deux plus terrestres, et la Desmognathus quadramaculatus qui partage ses habitudes aquatiques.

## Reproduction
La parade nuptiale n'est pas connue pour la salamandre de montagne noire, mais la reproduction a leur au printemps ou en été. La femelle pond des groupes d'œufs dans ou à côté de petits cours d'eau à débit rapide, dans les crevasses humides, et parmi les feuilles humides dans des zones d'éclaboussures. Environ 25 œufs sont attachés les uns aux autres avec des tiges courtes comme une grappe de raisin. Les œufs sont gros et jaunes, et les larves se développent pendant un certain temps à l'intérieur. Les femelles gardent et couvent les œufs jusqu'à leur éclosion. Les larves sont aquatiques et occupent généralement des zones peu profondes des ruisseaux tranquilles. La période larvaire dure 20 à 24 mois. Après la métamorphose, les juvéniles semblent occuper l'eau plus profondément que les adultes ou passent plus de temps sur la terre, peut-être pour éviter la concurrence ou pour éviter les rencontres avec les Desmognathus quadramaculatus, qui sont cannibales. Les salamandres de montagne noire sont soupçonnées de devenir matures à partir de quatre à cinq ans, ont un museau à orifices d'environ 5 cm, et ont été connues pour vivre pendant vingt ans en captivité.

## Régime
La salamandre de montagne noire est très discrète pendant la journée et peut fortement se nourrir la nuit. Le régime alimentaire se compose essentiellement de mouches, coléoptères et autres insectes, larves de mouches, papillons et mites.

## Statut
La population de salamandres de montagne noire semble être stable ou en léger recul, bien que des études détaillées n'ont pas été réalisées. Les domaines dans lesquels elles sont présentes ne sont pas fortement peuplés et leur habitat n'est pas sous la menace. La construction de routes et l'exploitation minière ont provoqué une augmentation de l'envasement dans certains domaines et en Virginie-Occidentale ces salamandres sont maintenant probablement rares.

## Étymologie
Cette espèce est nommée en l'honneur de Wilfred August Welter (1906-1939).

## Publication originale
- Barbour, 1950 : A new subspecies of the salamander Desmognathus fuscus. Copeia, vol. 1950, p. 277-278.